# Chaetosiphon muelleri
Chaetosiphon muelleri är en insektsart. Chaetosiphon muelleri ingår i släktet Chaetosiphon och familjen långrörsbladlöss. Inga underarter finns listade i Catalogue of Life.